# Eugeniusz Ciemniewski
Eugeniusz Ciemniewski (ur. 1827, zm. 9 kwietnia 1896) — historyk, wykładowca języków starożytnych, poliglota.

## Życiorys
Urodził się w 1827 i pierwsze nauki pobierał w szkole w Szczebrzeszynie. Zamieszkał w Warszawie i skończył studia historyczne. Był poliglotą ze znajomością dwunastu języków obcych.
Przygotował do wydania czterotomowy „Zbiór pamiętników do dziejów Polski” dla Włodzimierza Platera. Był tłumaczem z języka rosyjskiego oraz wydawcą „Pamiętnika nowogrodzkiego podsędka Teodora Jewłaszewskiego”. Od 1862 był nauczycielem języków starożytnych oraz historii w gimnazjum w Łomży a następnie w II Gimnazjum w Warszawie.
Zmarł w swoim majątku 9 kwietnia 1896 i w dwa dni później został pochowany na cmentarzu powązkowskim w Warszawie.